# Ben F. Wilson

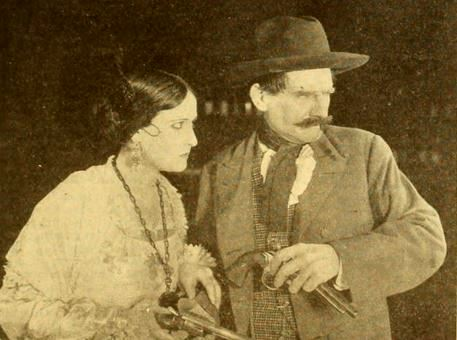
Rosemary Theby y Ben F. Wilson en When a Woman Strikes (1919)

Ben F. Wilson (7 de julio de 1876 - 25 de agosto de 1930) fue un actor, director, productor y guionista cinematográfico de nacionalidad estadounidense, activo en la época del cine mudo.  

## Biografía
Su nombre completo era Benjamin Franklin Wilson, y nació en Corning, Iowa. Cineasta prolífico, fue propietario de una compañía productora propia, Ben Wilson Productions.
Debutó en el cine como actor con un corto dirigido por J. Searle Dawley y producido por Edison Studios. Fue el inicio de una carrera que se extendió hasta el momento de su muerte. Cineasta versátil, Wilson actuó en más de doscientos filmes. Dirigió 138 películas y fue también productor (más de cien títulos entre producciones, supervisión y presentación) y guionista (14 cintas). 

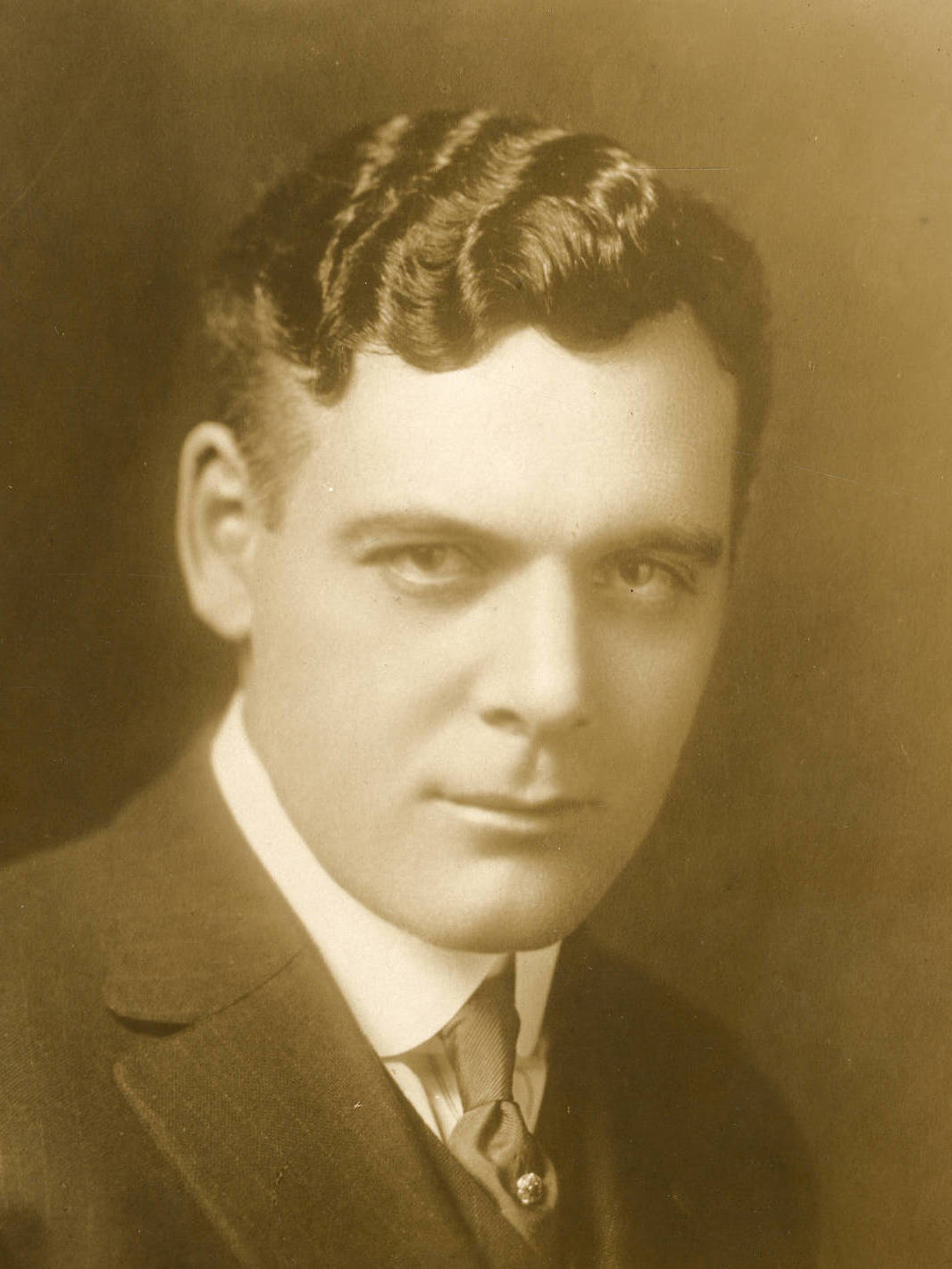
1915

Ben F. Wilson falleció en 1930 en Glendale, California, a causa de una enfermedad cardiovascular, a los 54 años de edad. Fue enterrado en el Cementerio Hollywood Forever, en Hollywood.

## Selección de su filmografía

### Actor
- The Star Spangled Banner, de J. Searle Dawley (1911)
- The Battle of Bunker Hill, de Oscar C. Apfel y J. Searle Dawley (1911)
- To Save Her Brother (1912)
- For the Cause of the South, de Bannister Merwin (1912)
- The Passing of J.B. Randall and Company
- At the Point of the Sword
- The House with the Tall Porch
- The Lighthouse Keeper's Daughter, de J. Searle Dawley (1912)
- The Spanish Cavalier
- Out of the Deep
- Treasure Island, de J. Searle Dawley (1912)
- The Passion Flower
- The Girl at the Key
- The Close of the American Revolution
- For Valour
- The Necklace of Crushed Rose Leaves
- What Happened to Mary, de Charles Brabin (1912)
- The Relief of Lucknow
- In His Father's Steps, de J. Searle Dawley (1912)
- The Old Monk's Tale, de J. Searle Dawley (1913)
- His Greatest Victory
- The Rightful Heir
- A Mutual Understanding, de George Lessey (1913)
- The Ghost of Granleigh
- The Awakening of a Man
- Saved by the Enemy
- For the Honor of the Force
- The Stolen Models
- In the Shadow of the Mountains
- The Doctor's Duty, de George Lessey (1913)
- The Phantom Signal, de George Lessey (1913)
- Nora's Boarders, de C.J. Williams (1913)
- The Vanishing Cracksman, de George Lessey (1913)
- The Gunmaker of Moscow, de George Lessey (1913)
- Peg o' the Movies, de George Lessey (1913)
- A Tudor Princess, de J. Searle Dawley (1913)
- The Mystery of the Dover Express, de George Lessey (1913)
- Hounded
- A Man's Temptation
- Children of Chance, de Ben F. Wilson (1915)
- The Girl and the Spy
- The Phantom Warning
- Adventures of a Seagoing Hack
- The Mystery of the Man Who Slept
- Six or Nine
- The Rider of Silhouette
- Six Months to Live
- A Lesson from the Far East
- The Valley of Silent Men, de Clem Easton (1915)
- The Last Act, de Ben F. Wilson (1915)
- Borrowed Plumes, de Ben F. Wilson (1916)
- Beyond the Trail, de Ben F. Wilson (1916)
- Idle Wives, de Lois Weber y Phillips Smalley (1916)
- The Voice on the Wire, de Stuart Paton (1917)
- The Beautiful Liar, de Ben F. Wilson (1918)
- Castles in the Air, de George D. Baker (1919)
- Family Affairs, de Ben F. Wilson (1922)
- The Baited Trap, de Stuart Paton (1926)
- A Yellow Streak, de Ben F. Wilson (1927)

### Director
- A Shot in the Dark (1912)
- Mother and Wife (1914)
- When the Cartridges Failed (1914)
- The Brass Bowl (1914)
- The Shattered Tree (1914)
- While the Tide Was Rising (1914)
- The Mystery of the Glass Tubes (1914)
- Let Us Have Peace (1914)
- The Heritage of Hamilton Cleek (1914)
- The Shoemaker's Eleventh (1914)
- Slow But Sure (1914)
- The Mystery of the Sea View Hotel (1914)
- Ambition (1914)
- A Man's Temptation (1915)
- Children of Chance (1915)
- The Girl and the Spy (1915)
- The Phantom Warning (1915)
- Adventures of a Seagoing Hack (1915)
- The Mystery of the Man Who Slept (1915)
- Six or Nine (1915)
- Six Months to Live (1915)
- In the Clutch of the Emperor (1915)
- Rene Haggard Journeys On (1915)
- A Shot in the Dark (1915)
- A Fireside Realization
- The Force of Example (1915)
- The Last Act (1915)
- The Fortification Plans (1915)
- Souls in Pawn (1915)
- A Happy Pair (1915)
- Jealousy, What Art Thou? (1915)
- The Proof (1915)
- A Seashore Romeo (1915)
- The Cad (1915)
- Sh! Don't Wake the Baby (1915)
- The House with the Drawn Shades (1915)
- The Springtime of the Spirit (1915)
- The Parson of Pine Mountain (1915)
- The Mystery of the Locked Room (1915)
- Juror Number Seven (1915)
- The Bachelor's Christmas (1915)
- Shattered Nerves (1916)
- In His Own Trap (1916)
- One Who Passed by (1916)
- Borrowed Plumes (1916)
- Saved by a Song (1916)
- His Brother's Pal (1916)
- A Social Outcast (1916)
- The Still Voice (1916)
- His World of Darkness (1916)
- Their Anniversary (1916)
- Her Husband's Honor (1916)
- A Wife at Bay (1916)
- A Gentle Volunteer (1916)
- The Sheriff of Pine Mountain (1916)
- The Fool (1916)
- The Head of the Family (1916)
- The Circular Room (1916)
- A Lucky Gold Piece (1916)
- Aschenbrödel (1916)
- Beyond the Trail (1916)
- The Castle of Despair (1916)
- The Laugh of Scorn (1916)
- The Broken Spur (1916)
- In the Heart of New York (1916)
- Society's Hypocrites (1916)
- Honor Thy Country (1916)
- The Thread of Life (1916)
- The Prodigal Widow (1917)
- A Wife's Folly (1917)
- Somebody Lied (1917)
- The Brass Bullet (1918)
- Let's Fight (1918)
- The Beautiful Liar (1918)
- Them Eyes (1919)
- Tailor Maid (1919)
- The Screaming Shadow (1920)
- Bill's Wife (1920)
- The Man from Texas (1921)
- The Sheriff of Hope Eternal (1921)
- The Broken Spur (1921)
- Hills of Hate (1921)
- The Mysterious Pearl (1921)
- The Innocent Cheat (1921)
- Back to Yellow Jacket (1922)
- The Price of Youth (1922)
- Chain Lightning (1922)
- One Eighth Apache (1922)
- Family Affairs (1922)
- Pure But Simple (1922)
- Money or My Life (1922)
- Love Taps (1922)
- He's Bugs on Bugs (1922)
- Brilliantine the Bull Fighter (1922)
- Peaceful Neighbors (1922)
- Six A.M. (1922)
- Bangin' Around (1923)
- Oil's Well (1923)
- Mine to Keep (1923)
- Other Men's Daughters (1923)
- Notch Number One (1924)
- Wild Horse Canyon (1925)
- Romance and Rustlers (1925)
- Renegade Holmes, M.D. (1925)
- Scar Hanan (1925)
- A Two-Fisted Sheriff (1925)
- The Riding Comet (1925)
- The Power God (1925)
- The Fugitive (1925)
- White Thunder (1925)
- The Human Tornado (1925)
- The Man from Lone Mountain (1925)
- Tonio, Son of the Sierras (1925)
- A Daughter of the Sioux (1925)
- The Fighting Stallion (1926)
- Sheriff's Girl (1926)
- Fort Frayne (1926)
- Officer '444' (1926)
- Wolves of the Desert  (1926)
- West of the Law (1926)
- The Mystery Brand (1927)
- A Yellow Streak (1927)
- Saddle Jumpers (1927)
- Riders of the West (1927)
- Western Courage (1927)
- The Range Riders (1927)
- His Last Bullet (1928)
- Don Juan of the West (1928)
- The Old Code (1928)
- The Sheriff's Lash (1929)
- The Saddle King (1929)
- Thundering Thompson (1929)
- The Voice from the Sky (1930)
- Crusaders of the West (1930)
- A Woman's Justice (1930)
- Red Gold (1930)
- Branding Fire (1930)
- The Cowboy Prince (1930)

### Productor
- Family Affairs, de Ben F. Wilson (1922)
- Money or My Life, de Ben F. Wilson (1922)
- He's Bugs on Bugs, de Ben F. Wilson (1922)